# Pseudelaeodes
Pseudelaeodes là một chi bướm đêm thuộc họ Noctuidae.